# Поплавка (Подольский район)
Поплавка (укр. Поплавка) — село, относится к Подольскому району Одесской области Украины.
Население по переписи 2001 года составляло 64 человека. Почтовый индекс — 66370. Телефонный код — 4862. Занимает площадь 0,46 км². Код КОАТУУ — 5122982504.

## Местный совет
66370, Одесская обл., Подольский р-н, с. Качуровка